# Bergtjärnen (Norrfjärdens socken, Norrbotten, 728573-175971)
Bergtjärnen är en sjö i Piteå kommun i Norrbotten och ingår i Rosåns huvudavrinningsområde. Sjöns area är 0,035 kvadratkilometer och den är belägen 106,2 meter över havet.